# Chlorospleniella fennica
Chlorospleniella fennica är en svampart som först beskrevs av Petter Adolf Karsten, och fick sitt nu gällande namn av Sacc. ex Clem. & Shear 1931. Chlorospleniella fennica ingår i släktet Chlorospleniella, ordningen disksvampar, klassen Leotiomycetes, divisionen sporsäcksvampar och riket svampar.   Inga underarter finns listade i Catalogue of Life.